# 三星美術館 Leeum
三星美術館 Leeum是一間位於首爾龍山的私立美術館，2014年10月19日開館。美術館名稱Leeum之由來，是取自於其創辦人李秉喆的姓氏李與美術館 - um的縮寫。 三星美術館是由世界著名的建築師所設計，其中包括瑞士建築師馬里奧·博塔（Mario Botta）、法國建築師讓·努維爾（Jean Nouve）與荷蘭建築師雷姆·庫哈斯（Rem Koolhaas）共同設計完成。為韓國古代及現代藝術收藏的奇異美術館。

## 收藏品
- 삼성미술관 리움 소장품（页面存档备份，存于）

## 外部連結
- 삼성미술관 리움 - 공식 웹사이트（页面存档备份，存于）
- Leeum三星美術館（页面存档备份，存于）
- 韓國首爾-三星美術館（页面存档备份，存于）
- 韓國觀光公社 - 三星美術館Leeum